# Missões diplomáticas da Arábia Saudita

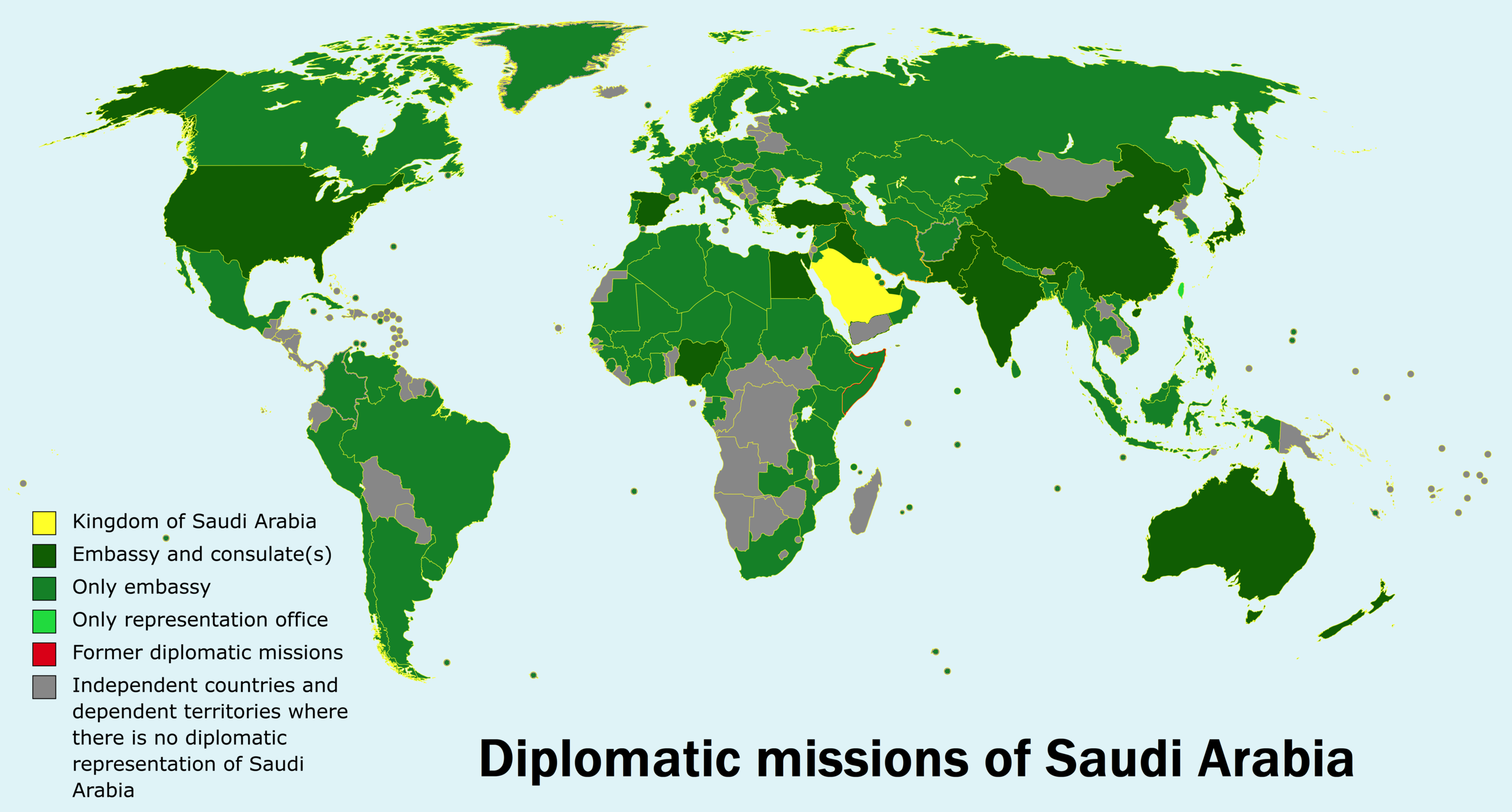
Mapas dos países com embaixadas da Arábia Saudita

O rei Faiçal criou o Diretório Geral para os Negócios Estrangeiros em 1926. Quatro anos mais tarde, foi-lhe dado estatuto de ministério, embora tivesse uma equipe de quinze colaboradores no total - e não missões diplomáticas no estrangeiro. Em 1936, o Reino da Arábia Saudita tinha cinco missões (em Londres, Bagdá, Damasco, Cairo e Genebra) e, quinze anos depois esse número havia saltado para dezesseis. A Arábia Saudita tem uma ampla presença diplomática no mundo todo.
Abaixo se encontra as embaixadas e consulados da Arábia Saudita:

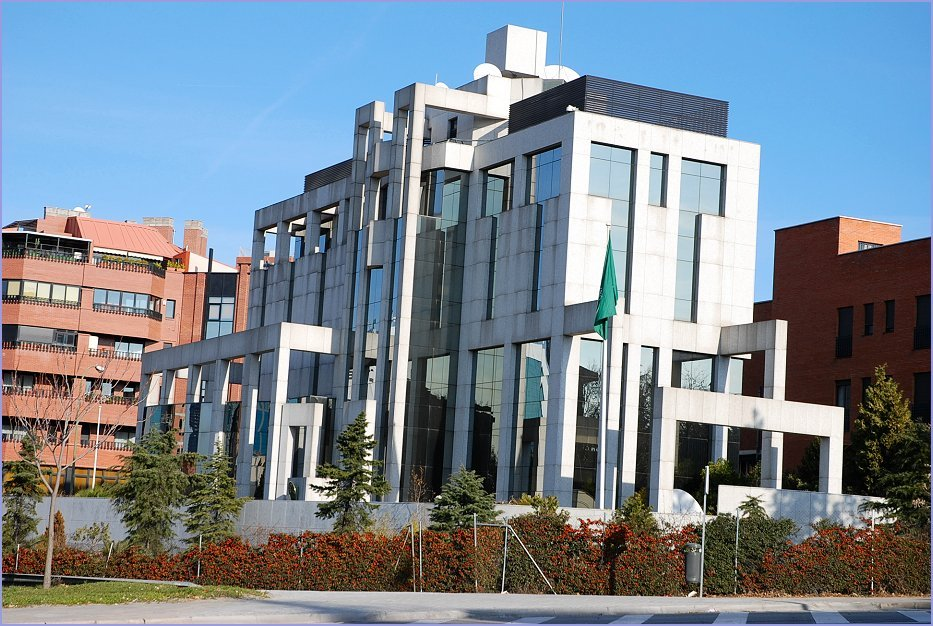
Embaixada de Arábia Saudita em Madrid, Espanha

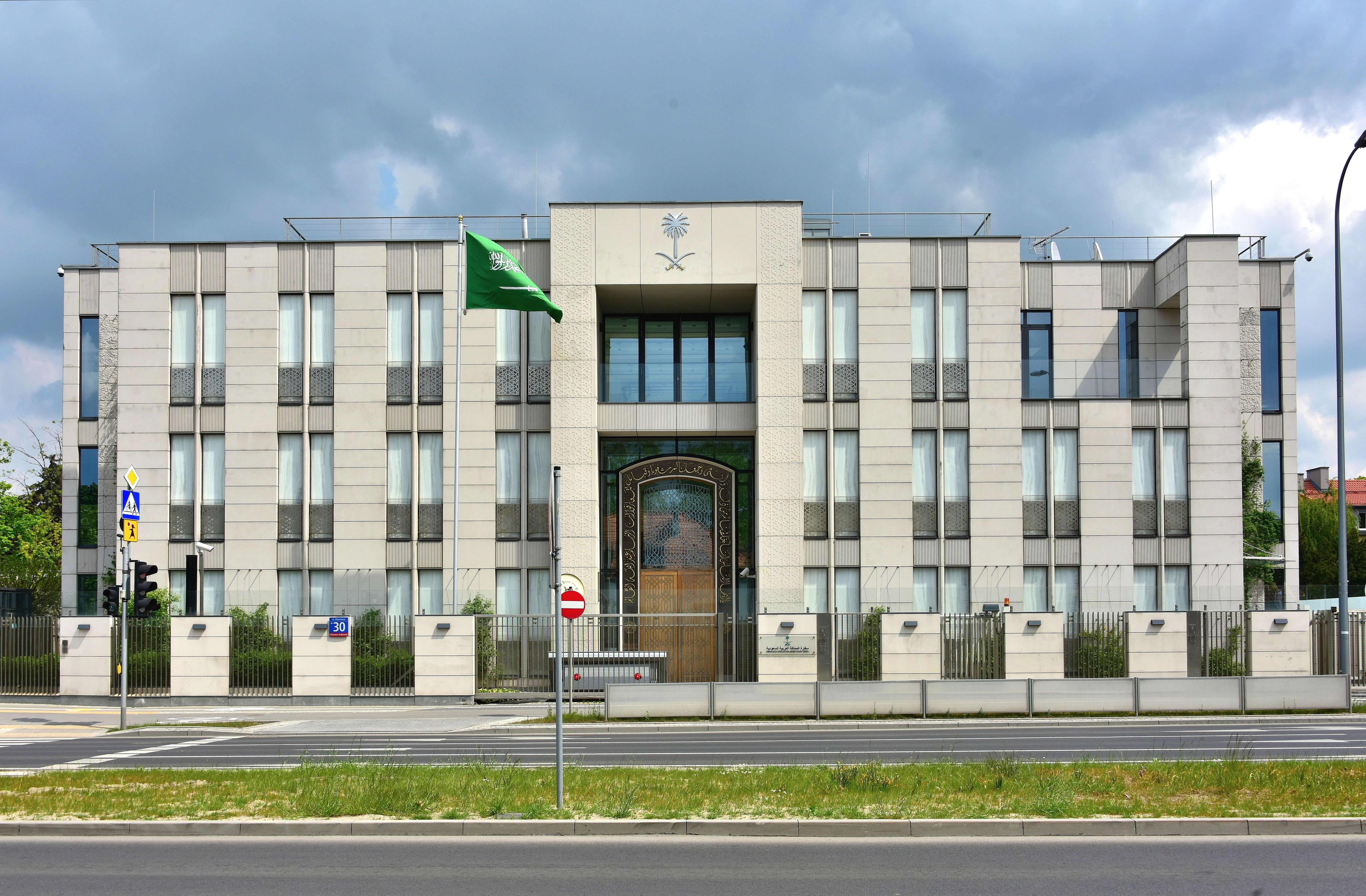
Embaixada de Arábia Saudita em Varsóvia, Polónia

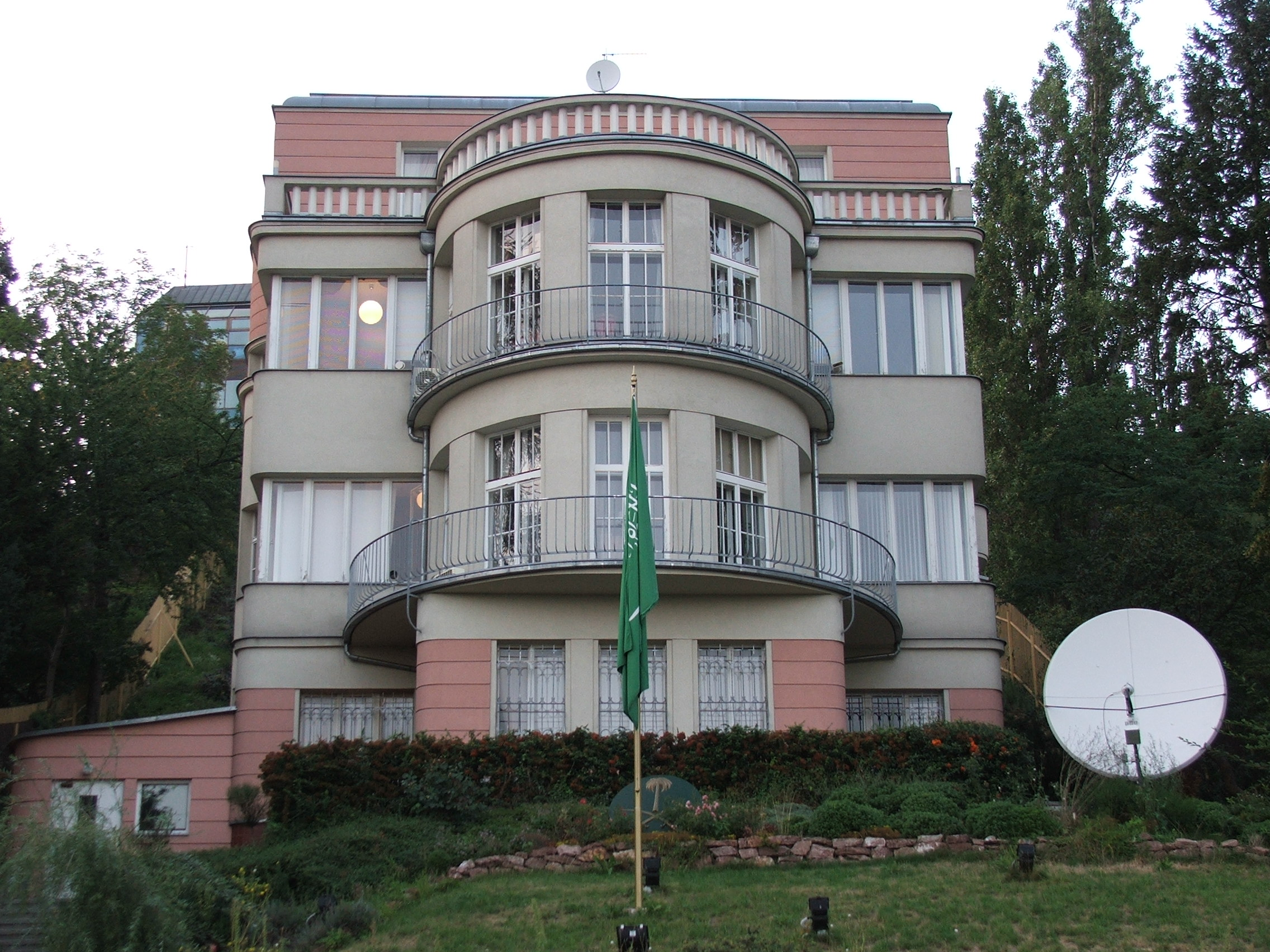
Embaixada da Arábia Saudita em Praga, República Tcheca

## Europa
- Albânia
  - Tirana (Embaixada)
- Alemanha
  - Berlim (Embaixada)
- Áustria
  - Viena (Embaixada)
- Azerbaijão
  - Bacu (Embaixada)
- Bélgica
  - Bruxelas (Embaixada)
- Bósnia e Herzegovina
  - Saraievo (Embaixada)
- Dinamarca
  - Copenhague (Embaixada)
- Espanha
  - Madrid (Embaixada)
- França
  - Paris (Embaixada)
- Grécia
  - Atenas (Embaixada)
- Hungria
  - Budapeste (Embaixada)
- Itália
  - Roma (Embaixada)
- Países Baixos
  - Haia (Embaixada)
- Polónia
  - Varsóvia (Embaixada)
- Portugal
  - Lisboa (Embaixada)
- Reino Unido
  - Londres (Embaixada)
- Chéquia
  - Praga (Embaixada)
- Roménia
  - Bucareste (Embaixada)
- Rússia
  - Moscou (Embaixada)
- Suécia
  - Estocolmo (Embaixada)
- Suíça 
  - Berna (Embaixada)

## América do Norte

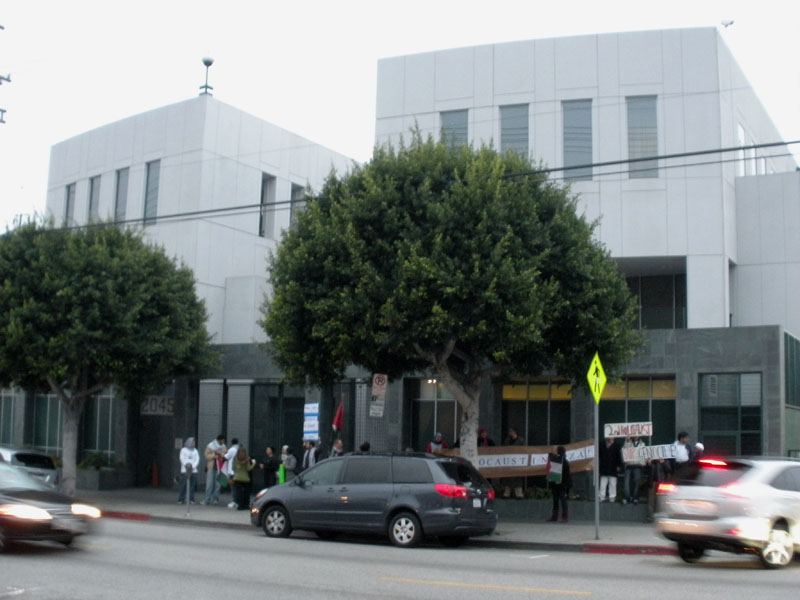
Consulado da Arábia Saudita em Los Angeles

- Canadá
  - Otava (Embaixada)
- Estados Unidos
  - Washington DC (Embaixada)
  - Houston (Consulado-Geral)
  - Los Angeles (Consulado-Geral)
  - Nova Iorque (Consulado-Geral)
- México
  - Cidade do México (Embaixada)

## América do Sul
- Argentina
  - Buenos Aires (Embaixada)
- Brasil
  - Brasília (Embaixada)
- Venezuela
  - Caracas (Embaixada)

## Oriente Médio
- Bahrein
  - Manama (Embaixada)
- Emirados Árabes Unidos
  - Abu Dabi (Embaixada)
  - Dubai (Consulado-Geral)
- Irão
  - Teerão (Embaixada)
  - Mexed (Consulado)
- Jordânia
  - Amã (Embaixada)
- Kuwait
  - Cidade do Cuaite (Embaixada)
- Líbano
  - Beirute (Embaixada)
- Omã
  - Mascate (Embaixada)
- Catar
  - Doa (Embaixada)
- Síria
  - Damasco (Embaixada)
- Turquia
  - Ancara (Embaixada)
  - Istambul (Consulado-Geral)
- Iêmen
  - Saná (Embaixada)

## África
- Argélia
  - Argel (Embaixada)
- Burquina Fasso
  - Uagadugu (Embaixada)
- Camarões
  - Iaundé (Embaixada)
- Chade
  - Jamena (Embaixada)
- Costa do Marfim
  - Abidjã (Embaixada)
- Djibuti
  - Jibuti (Embaixada)
- Egito
  - Cairo (Embaixada)
- Eritreia
  - Asmara (Embaixada)
- Etiópia
  - Adis Abeba (Embaixada)
- Gabão
  - Libreville (Embaixada)
- Gana
  - Acra (Embaixada)
- Guiné
  - Conacri (Embaixada)
- Quênia
  - Nairóbi (Embaixada)
- Líbia
  - Tripoli (Embaixada)
- Mali
  - Bamaco (Embaixada)
- Marrocos
  - Rabat (Embaixada)
- Mauritânia
  - Nuakchott (Embaixada)
- Níger
  - Niamey (Embaixada)
- Nigéria
  - Abuja (Embaixada)
- Senegal
  - Dacar (Embaixada)
- África do Sul
  - Pretória (Embaixada)
- Sudão
  - Cartum (Embaixada)
- Tanzânia
  - Dar es Salaam (Embaixada)
- Tunísia
  - Túnis (Embaixada)
- Uganda
  - Campala (Embaixada)
- Zâmbia
  - Lusaca (Embaixada)

## Ásia

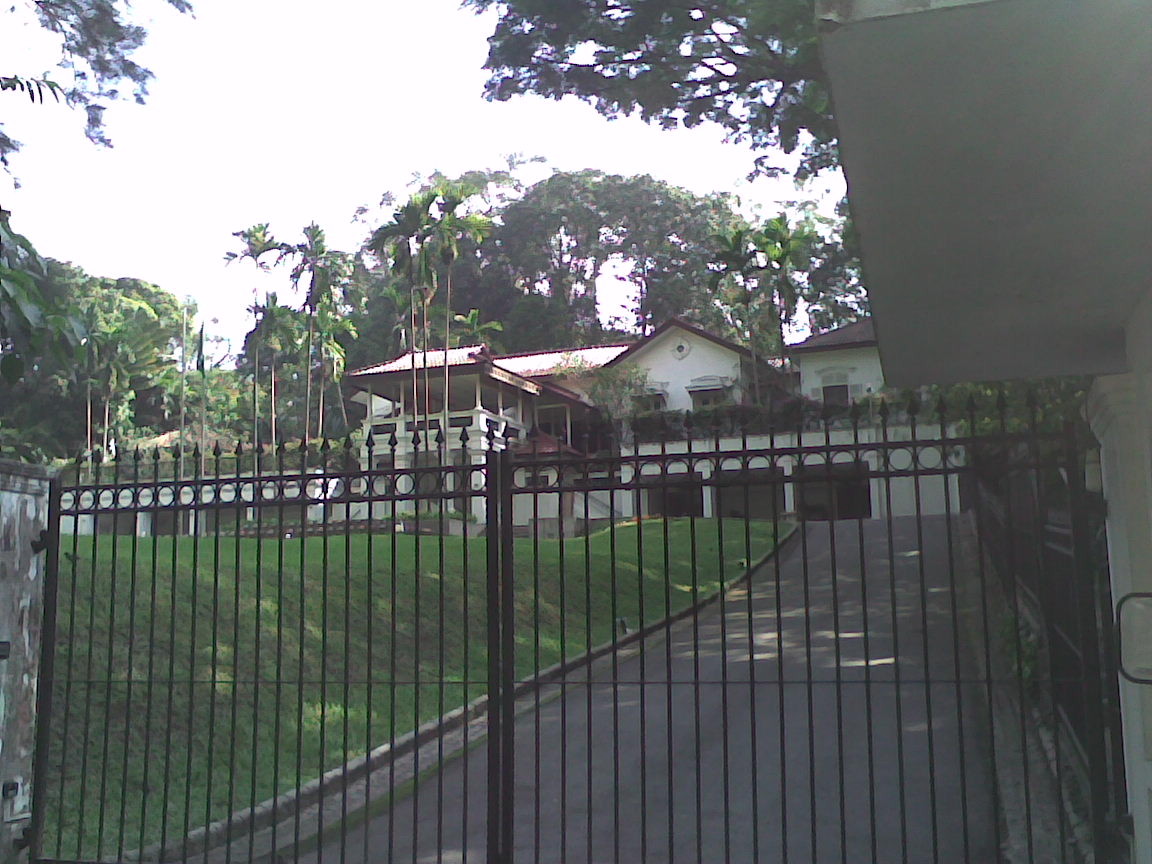
Embaixada árabe em Singapura

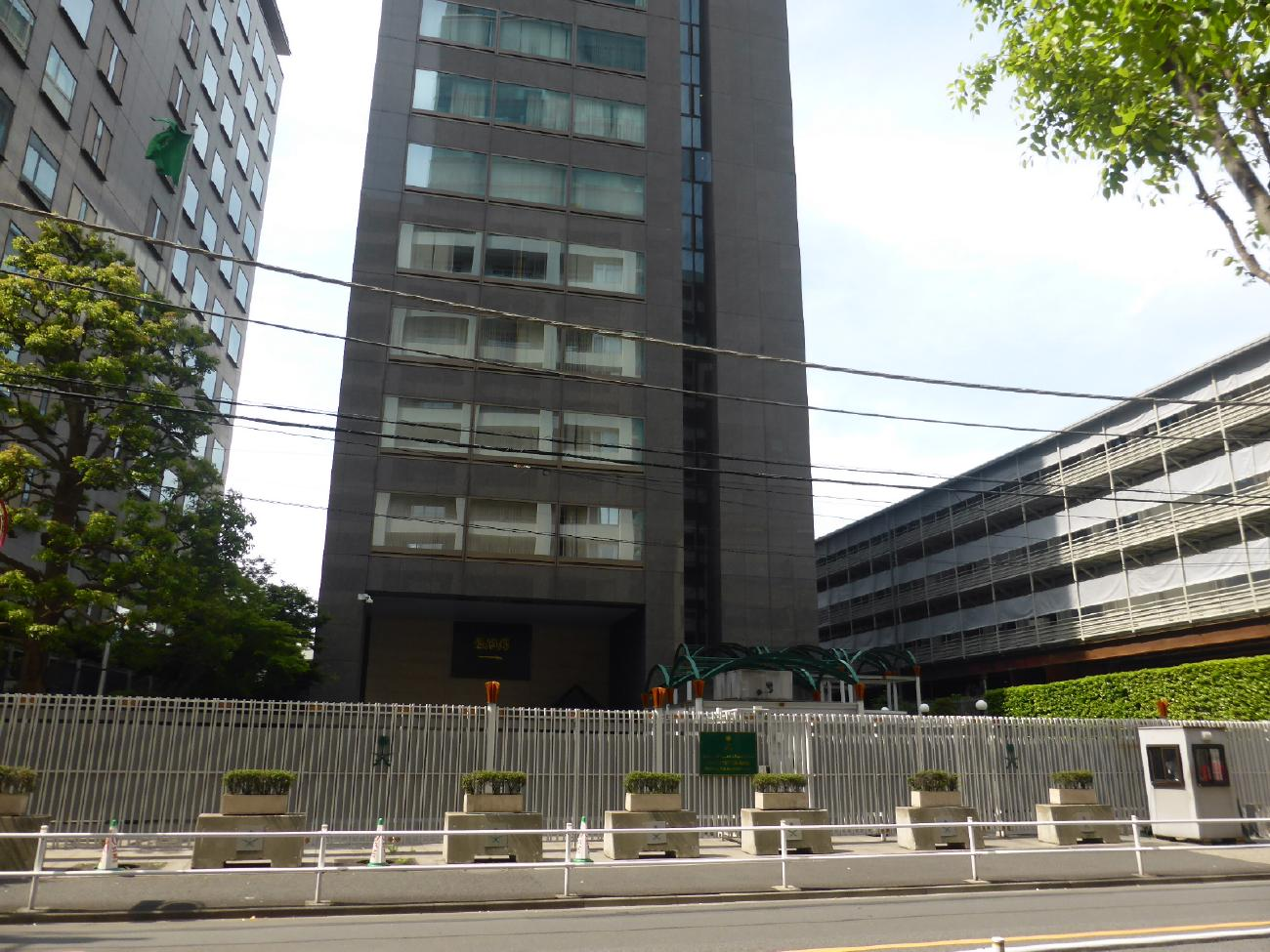
Embaixada árabe em Tóquio

- Afeganistão
  - Cabul (Embaixada)
- Bangladesh
  - Daca (Embaixada)
- Brunei
  - Bandar Seri Begawan (Embaixada)
- Cazaquistão
  - Nursultan (Embaixada)
- China
  - Pequim (Embaixada)
  - Honcongue (Consulado-Geral)
- Coreia do Sul
  - Seul (Embaixada)
- Filipinas
  - Manilha (Embaixada)
- Índia
  - Nova Déli (Embaixada)
  - Bombaim (Consulado-Geral)
  - Hiderabade (Consulado)
- Indonésia
  - Jacarta (Embaixada)
- Japão
  - Tóquio (Embaixada)
- Malásia
  - Kuala Lumpur (Embaixada)
- Paquistão
  - Islamabade (Embaixada)
  - Carachi (Consulado-Geral)
- Quirguistão
  - Bishkek (Embaixada)
- Singapura
  - Singapura (Embaixada)
- Sri Lanka
  - Colombo (Embaixada)
- Tailândia
  - Bancoque (Embaixada)
- Taiwan
  - Taipei (Embaixada)
- Tajiquistão
  - Dushanbe (Embaixada)
- Turquemenistão
  - Asgabate (Embaixada)
- Uzbequistão
  - Tasquente (Embaixada)

## Oceania
- Austrália
  - Camberra (Embaixada)

## Organizações multilaterais
- - Bruxelas (Missão permanente da Arábia Saudita ante a União Europeia)
  - Cairo (Missão permanente da Arábia Saudita  ante a Liga Árabe)
  - Genebra (Missão permanente da Arábia Saudita ante as Nações Unidas e outras organizações internacionais)
  - Nairóbi (Missão permanente da Arábia Saudita ante as Nações Unidas e outras organizações internacionais)
  - Nova Iorque (Missão permanente da Arábia Saudita ante as Nações Unidas)
  - Paris (Missão permanente da Arábia Saudita ante a UNESCO)
  - Roma (Missão permanente da Arábia Saudita ante a Organização das Nações Unidas para a Alimentação e a Agricultura)
  - Viena (Missão permanente da Arábia Saudita ante as Nações Unidas)